# Apró csillaggomba
Az apró csillaggomba (Geastrum minimum) a csillaggombafélék családjába tartozó, homokpusztákon, homokdűnéken  termő, ritka gombafaj.

## Megjelenése
Az apró csillaggomba gömbölyű termőtestét kettős burok fedi. Zárt állapotban átmérője 8–12 mm. Az idősebb gomba külső burka 6-12 lebenyre felhasadozik és csillag alakban kiterül; ekkor átmérője 12–20 mm. A lebenyek már tartós szárazság esetén sem borulnak vissza a belső burokra.
A külső burok lebenyeinek belső felszíne finoman repedezett, színe szürkés okkersárga.
A belső, gömbölyű vagy tojás alakú burok egy apró (max. 1 mm-es) nyéllel kiemelkedik, a tetején rostos, pillás, csaknem összetapadt szálakkal körbevett nyílás található, amelyet feltűnően szabályos, körkörös sáv övez. A belső burok felületét kezdetben igen apró, fényes, fehér, kristályokkal fedett, lisztszerű szemcsék borítják, melyeket az esővíz fokozatosan lemos.
Spórapora sötétbarna. Spórái többé-kevésbé gömb alakúak, felületük durván rücskös, átmérőjük 5-6 μm.

## Hasonló fajok
A többi, szintén nem ehető csillaggomba-fajjal lehet összetéveszteni.

## Elterjedése és élőhelye
Európában honos. Mindenütt, így Magyarországon is ritka. Tengerparti homokdűnék, homokpuszták pionír faja. Magyarországon a homokpuszták ritkásan gyepes részein vagy akácosok, feketefenyvesek avarjában lehet ráakadni. Június végétől kezd termőtestet nevelni, amelyek szárazon áttelelnek és csak tavasszal porladnak szét.
Fogyasztásra nem alkalmas.